# Serpentina

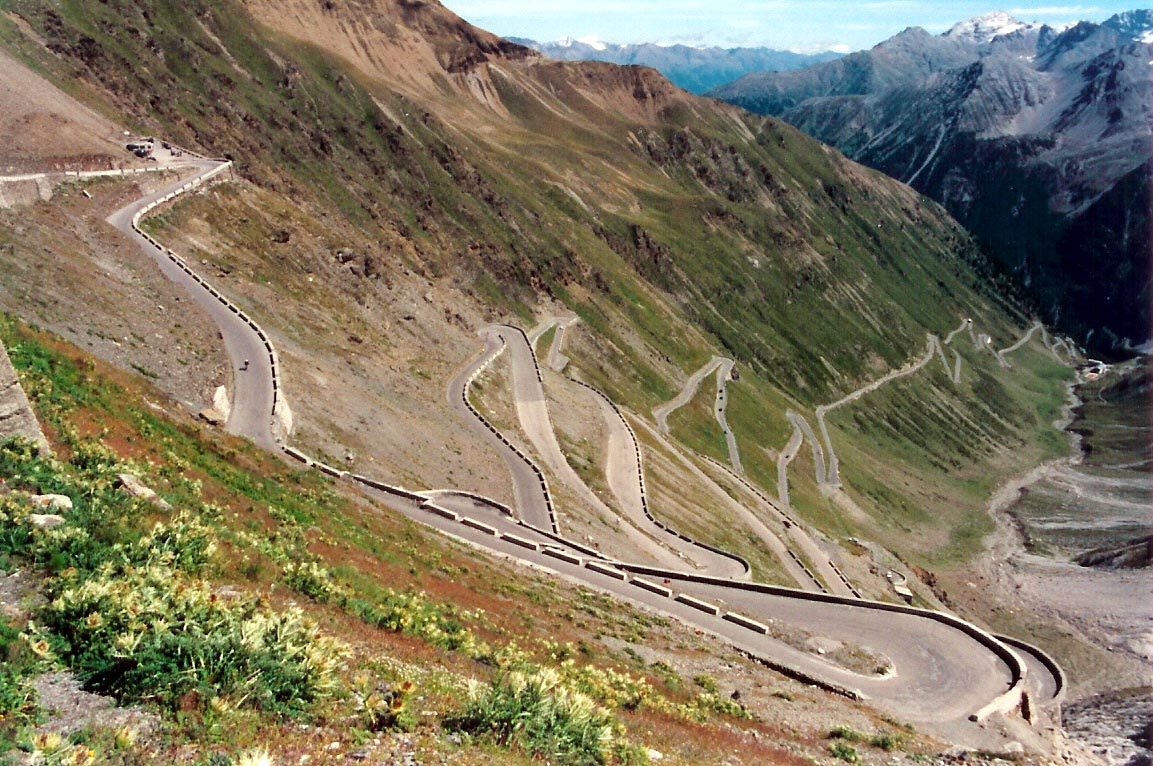
Serpentiny Stilfserjoch (Passo dello Stelvio)

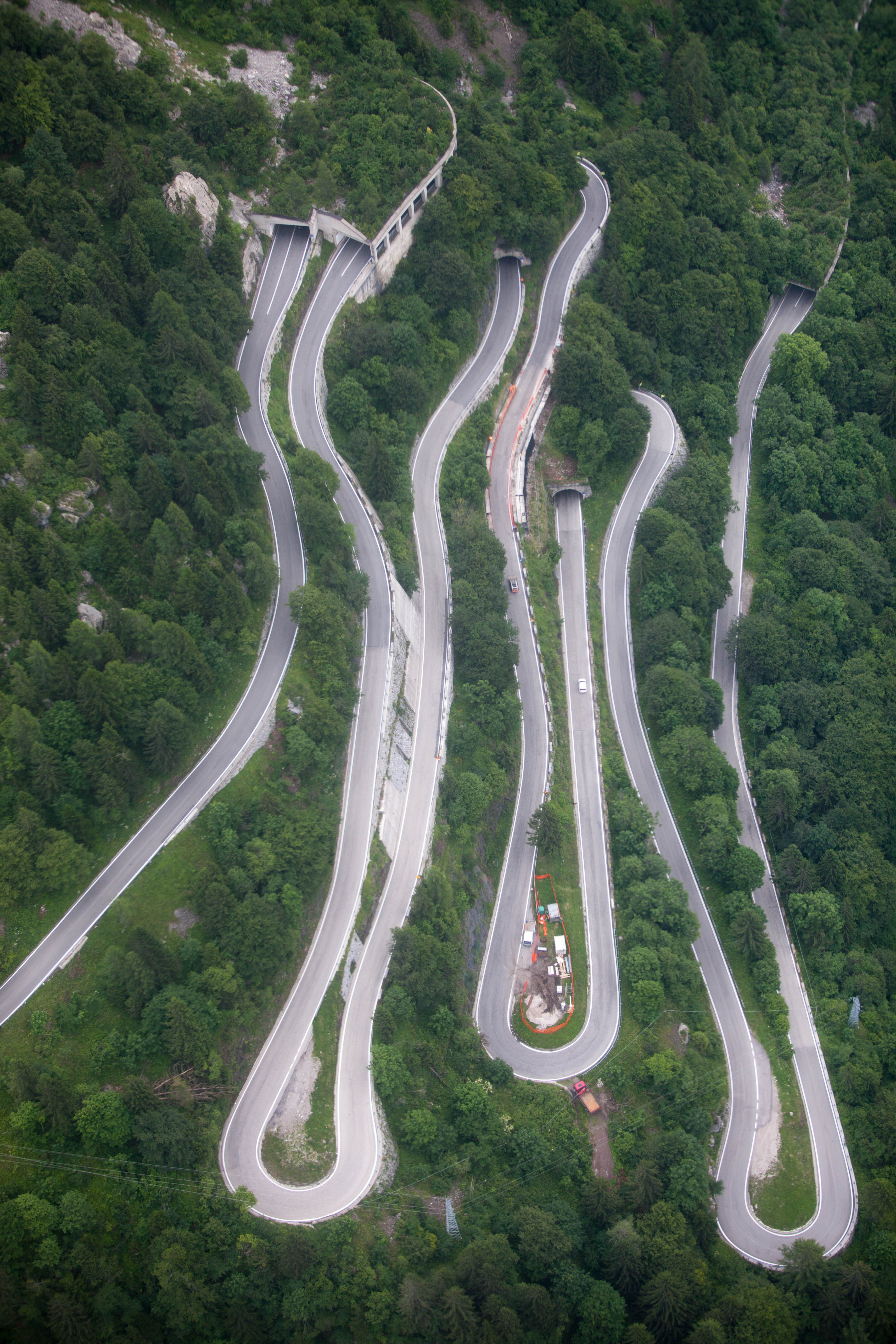
Na snímku serpentin z Plöcken Passu jsou zřetelné tři protisměrné oblouky

Serpentina, odborně točka (z latiny serpentum – had) je zpravidla soustava tří protisměrných směrových oblouků na silniční komunikaci, případně pouze směrový oblouk s velmi nízkým poloměrem (blížícím se R=0 m) – pak se ale nejedná o točku. Úsek složený z těchto konstrukcí se nazývá též serpentiny a takové úseky se často nacházejí na silnicích v členitém horském terénu. Povětšinou v serpentině pozemní komunikace změní svůj směr o 160 a více stupňů – tedy prakticky do protisměru.
Serpentiny se nacházejí zejména na silnicích, které překonávají horské hřebeny nebo stoupají do sedel či na vrcholek nějaké hory. Někdy se jedná o velmi úzké horské komunikace, kde musí být z bezpečnostních důvodů výrazně snížena rychlost průjezdu všech vozidel, dále zde musí být zajištěno bezpečné potkávání vozidel jedoucích v protisměru. Ve vlastním směrovém oblouku může být šířka pozemní komunikace rozšířena i na dvojnásobek standardní šířky tak, aby byla točka průjezdná i pro dlouhá vozidla (autobusy, nákladní automobily).
Větší množství serpentin v členitém horském terénu sice působí poměrně malebným dojmem, z hlediska bezpečnosti silničního provozu se ale jedná o velmi nebezpečná a problematická místa. Právě z těchto důvodů bývají důležité horské cesty často nahrazovány dlouhými silničními tunely (zejména v alpských zemích jako je Švýcarsko, Rakousko a Itálie).

## Vybrané příklady českých serpentin
I v Česku se na mnoha různých silnicích můžeme setkat s většími či menšími serpentinami. Kromě pohoří a hor se s nimi můžeme setkat prakticky na každém větším kopci přes který je vedena nějaká pozemní komunikace (ať už silnice či nějaká místní komunikace).

### Ve volné krajině
- serpentiny pod propastí Macocha v Moravském Krasu nedaleko od obce Ostrov u Macochy
- serpentiny na Suchém vrchu u Červené Vody
- závodní trať Ecce Homo v Nízkém Jeseníku u Šternberku
- silnice ze Špindlerova mlýna na Špindlerovu boudu
- silnice I/4 mezi Volyní a Čkyní – „Zlešické serpentiny“
- silnice I/11 přes sedlo Skřítek, přes Červenovodské sedlo a mezi Bukovicemi a Jakubovicemi
- silnice I/25 z Jáchymova na Boží Dar
- silnice I/27 u Javorné
- silnice I/29 u Písku
- silnice I/43 mezi Lanškrounem a Mezilesím
- silnice I/44 přes Červenohorské sedlo
- silnice II/141 mezi Prachaticemi a Libínským Sedlem
- silnice II/160 v Rožmberku nad Vltavou
- silnice II/201 mezi Chříčí a Zvíkovcem
- silnice II/208 mezi Krásnem a Bečovem nad Teplou
- silnice II/212 u Lázní Kynžvart
- silnice II/224 jihovýchodně od vodní nádrže Přísečnice
- silnice II/230 mezi Mnichovem a Bečovem nad Teplou
- silnice II/233 ve Zvíkovci a mezi Kostelíkem a Zvíkovcem
- silnice II/235 mezi Drahoňovým Újezdem a Terešovem
- silnice II/262 mezi Žandovem a Benešovem nad Ploučnicí
- silnice II/271 mezi Litvínovem a německou hranicí
- silnice II/273 mezi Mšenem a Okny
- silnice II/288 mezi Semily a Bozkovem
- silnice II/290 mezi Hejnicemi a Kořenovem
- silnice II/292 mezi Prosečí a Pelechovem
- silnice II/311 z Deštného na Šerlich
- silnice II/360 mezi Ústím nad Orlicí a Řetůvkou
- silnice II/361 u Příštpa
- silnice II/368 mezi Tatenicemi a Strážnou a mezi Cotkytlemi a Štíty
- silnice II/370 mezi Břevencem a Mirotínkem
- silnice II/382 mezi Hrobem a německou hranicí
- silnice II/383 mezi Ochozem u Brna a Hostěnicemi a v Bílovicích nad Svitavou
- silnice II/392 mezi Kuroslepy, Mohelnem a Dukovany
- silnice II/393 v Oslavanech
- silnice II/398 ve Vranově nad Dyjí
- silnice II/411 mezi Vysočany a Dešovem
- silnice II/446 mezi Bratrušovem a Hanušovicemi, Libinou a Hrabišínem a mezi Starým Městem a polskou hranicí
- silnice II/481 mezi Velkými Karlovicemi a obcí Hutisko-Solanec
- silnice II/487 mezi Velkými Karlovicemi a slovenskou hranicí
- silnice II/496 mezi Luhačovicemi a Přečkovicemi
- silnice II/635 mezi Měníkem a Bílou Lhotou
- silnice II/644 mezi Vranovou Lhotou a Líšnicí
- silnice III/4432 mezi Samotiškami a Svatým Kopečkem přes Droždín
- silnice v Kokořínském dole
- silnice mezi Vsetínem a Malou Bystřicí

### Ve městech
- Karlovarské serpentiny
- Pražské serpentiny
  - výjezd od Vltavy z Podolí na branickou Dobešku
  - výjezd ze Smíchova na Strahov
- Serpentina na ulici Kuchařovická ve Znojmu